# Мак Мау Хоп
Мак Мау Хоп (1560—1592) — 5-й імператор Дайв'єту з династії Мак в 1561—1592 роках.

## Життєпис
Син імператора Мак Фук Нгуєна. Народився 1560 року. 1561 року після смерті батька став новим володарем Дайв'єту, але фактично контролював північ держави. Фактичним правителем до 1580 року був його родич Мак Кінь Діен. 1573 року той домігся визнання Мак Мау Хоп дутунши (губернатором) Аннаму, що відповідало визнання імперією Мін законності панування. 1575 року до Пекіна було відправлено посольство з даниною. 1576 року до мінського двору прибуло нове посольство Мак з даниною за 4 роки.
1580 року перебрав фактичну владу в державі. 1581 року відправив нове посольство до Пекіну з даниною за 4 роки. Наступні посольства направлялися у 1585 і 1590 роках.
У 1591 році відновилося протистояння з князя Чінь. Для війни Мак Мау Хоп зібрав 100-тисячне військо. Відправив Мака Нгок Лієна охороняти західний шлях, Нгуєна Куєна — тримати південний шлях, Нгана і Туя — командувати військами східного шляху. У багатоденній битві (з 27 грудня 1591 до 3 січня 1592 року) біля Фан Тхуонг армія на чолі із Мак Нгок Лієном і Нгуєном Куєном зазнала тяжкої поразки від армії на чолі із тюа (князем) Чінь Тонгом.
За цим Мак Мау Хоп захопив столицю Донгкінь (її залишився охороняти Мак Нгок Лієн) і перебрався до фортеці Боде. 6 січня військо Чінів зайняло Донгкінь. В свою чергу Мак Мау Хоп зібрав навколо себе залишки своїх армій. Невдовзі зумів відвоювати Донгкінь. Втім у жовтні через особистий конфлікт з імператором на бік Чінь Тонга перейшов досвідчений полководець Буй Ван Кхуе. У битві біля фортеці Хат Зянг, що тривала з 4 до 14 грудня, імператор Мак Мау Хоп зазнав тяжкої поразки від Чінь Тонга. Донгкінь знову впав, невдовзі у полон потрапив Мак Мау Хоп, якого після тортур Чінь Тонг наказав повісити. Влада династії Ле відновлено в Дайв'єті.
Син Мак Мау Хопа — Мак Тоан — продовжив боротьбу в повіті Каобінь.